# 神様のいたずら (中島愛の曲)
「神様のいたずら 」（かみさまのいたずら）は、中島愛の5枚目のシングル。2011年10月26日にflying DOGから発売された。

## 解説
前作「メロディ」から約11ヶ月ぶりのリリースとなる2011年唯一のシングル。表題曲「神様のいたずら」は、テレビアニメ『たまゆら〜hitotose〜』のメインエンディングテーマで、同時収録の新曲カップリング2曲もそれぞれ同番組のエンディングとして使用された回が存在している。また、同番組の前作に当たるOVA『たまゆら』のメインエンディングテーマであった、中島の前作「メロディ」のライブバージョンも収録されており、全曲『たまゆら』に纏わる楽曲で構成されている。尚PVは竹原で撮影された。
2曲目の「星空」は、『たまゆら〜hitotose〜』第7話のエンディングテーマに使用された。3曲目の夏鳥 -うたとぴあの－は、中島の前作「メロディ」のカップリングで、OVA『たまゆら』第2巻エンディングテーマ及びテレビ先行放送版第4話、『たまゆら〜hitotose〜』第2話のエンディングテーマに使用された。

## 批評
CDジャーナルは、「マイラバのakkoや森高千里を思わせるピュアでキュンとくる可憐な歌声に癒される。」と評した

## 収録曲
1. 神様のいたずら [4:32]
作詞・作曲：大江千里、編曲：清水信之
  - テレビアニメ『たまゆら〜hitotose〜』メインエンディングテーマ

中島自身、たまゆらの主人公、楓の両親の視点と重ねて歌っている[1]。
作詞・作曲は大江千里によるが、その世界観を崩さず、どうやって中島の個性を発揮したら良いか悩んだという[1][3]。
2. 星空 [4:29]
作詞：伊藤利恵子、作曲・編曲：西脇辰弥
  - テレビアニメ『たまゆら〜hitotose〜』第7話エンディングテーマ

ファルセットを主体とした高校生の気持ちを述懐した歌[4]。
当初は今の自分を歌ったものを完成させていたが、スタッフに問うた所、地声が良いというアドバイスを受けたものの、結局裏声に落ち着いた[3]。
3. 夏鳥 -うたとぴあの－ [5:34]
作詞・作曲：杉森舞、編曲：清水信之
  - テレビアニメ『たまゆら〜hitotose〜』第3話エンディングテーマ

「夏鳥」の再収録、再編曲版で、タイトルの通り「歌とピアノ」のみのシンプルなアレンジとなっている[4]。
歌詞の内容は楓の亡き父親への想いが込められている[4]。
4. メロディ - Live version- [6:01]
作詞・作曲・編曲：北川勝利
5. 神様のいたずら -Instrumental-
6. 星空 -Instrumental-

DVD（初回限定盤のみ)
1. 神様のいたずら（Music Clip）

## 収録アルバム
| 曲名           | アルバム        | 発売日       | 備考                  |
| -------------- | --------------- | ------------ | --------------------- |
| 神様のいたずら | 『Be With You』 | 2012年3月7日 | 2ndオリジナルアルバム |